# Гендон-Сентрал (станція метро)
51°34′59″ пн. ш. 0°13′34″ зх. д. / 51.583056° пн. ш. 0.226111° зх. д.
Гендон-Сентрал (англ. Hendon Central) — станція-відгалуження Еджвар Північної лінії Лондонського метро. Розташована на межі 3-ї та 4-ї тарифних зон, у районі Гендон, боро Барнет, Лондон, між станціями Коліндейл та Брент-кросс. Пасажирообіг на 2017 рік — 7.80 млн осіб.
Конструкція станції: наземна відкрита з однією острівною прямою платформою. 
- 19. листопада 1923: відкриття станції.

## Пересадки
- На автобуси London Bus маршрутів: 83, 113, 143, 186, 324, 326 та нічний маршрут N113.